# Denys Jurčenko
Denys Sergijovyč Jurčenko (ukrajinsky Денис Сергійович Юрченко) (* 27. ledna 1978, Doněck) je ukrajinský sportovec atlet, tyčkař. Je dvojnásobným halovým vicemistrem Evropy (2005, 2007) a bronzovým medailistou HMS 2004 v Budapešti.
Je trojnásobným účastníkem olympijských her. Poprvé reprezentoval na olympiádě v Sydney 2000, kde však jeho cesta skončila v kvalifikaci. O čtyři roky později v Athénách skončil s výkonem 565 cm na devátém místě. V roce 2008 na letních hrách v Pekingu úspěšně překonal ve finále na první pokus 570 cm, byť základní výšku 545 cm zdolal až na třetí pokus. Kvůli zranění však musel soutěž předčasně ukončit. Nakonec i díky soupeřům, kteří na vyšších výškách neuspěli mohl slavit olympijský bronz. Po analýze dopingového vzorku jej MOV 17. listopadu 2016 vyloučil z olympijských her 2008, zbavil bronzové medaile a dosažené výsledky vymazal z výsledkové listiny.
V roce 2002 skončil na mistrovství Evropy v Mnichově na šestém místě společně s českým tyčkařem Adamem Ptáčkem.

## Osobní rekordy
- hala - (585 cm, 5. března 2005, Madrid)
- venku - (583 cm, 3. července 2008, Kyjev)